# Барбара Ајгнер
 Барбара Ајгнер (рођена 29. априла 2005) је аустријска параалпска скијашица са оштећеним видом која се такмичила на Зимским параолимпијским играма 2022 .

## Каријера
Ајгнер је дебитовала на Светском првенству у пара снежним спортовима 2021. где је освојила златну медаљу у велеслалому.
Ајгнер се такмичила на Зимским параолимпијским играма 2022. и освојила сребрну медаљу у слалому и бронзану у велеслалому .

## Живот
Барбарин брат Јоханес и старија сестра Вероника су скијаши са оштећеним видом. Она и њена браћа и сестре имају урођену катаракту као и њихова мајка.